# Oberfähnrich
Oberfähnrich (OFähnr ou OFR) é um posto militar no Exército (Heer) e da Força Aérea da Alemanha. Está categorizado como sendo um posto de nível OR-7 da NATO, equivalente ao posto de Sargento-Ajudante das Forças Armadas Portuguesas.
O posto encontra-se entre os seguintes postos:
- OR-9: Oberstabsfeldwebel
- OR-8: Stabsfeldwebel
- OR-7: Oberfähnrich e Hauptfeldwebel
- OR-6a: Oberfeldwebel
- OR-6b: Fähnrich and Feldwebel